# Bhatt
Pour les articles homonymes, voir Bhatt (homonymie).
Un bhatt, dans le sikhisme, est un barde ou un troubadour dont les compositions, les bhatt banis, ont été collectées pour être insérer dans le Livre Saint, le Guru Granth Sahib entre les pages 1389 et 1409. Leurs louanges sont dénommées aussi savaiyye ou swayyas. Selon les traditions ils sont onze, dix-sept ou dix-neuf. Voici les noms de ceux qui auraient collaboré au Guru Granth Sahib : Kal, Kalsahar, Tal, Jalap, Kirat, Salo, Bhal, Nal, Bhikha, Jalan, Das, Gayand, Sevak, Malhura, Bal, Harbans, Satta, et, Balvand,.
Il ne faut pas confondre un bhagat et un bhatt ; le premier nommé est un adepte du bhakti, le second un musicien. Les bhatts chantent les Gurus du sikhisme pour les révélations qu'ils incarnaient. Aux yeux du croyant les Gurus ne sont qu'une seule lumière, une seule voix, liée à Dieu en tout instant.